# アトランティス (仮装巡洋艦)
| 写真はアトランティス。 | |
| 艦歴                   | |
| 発注                   | ブレーマー・ヴルカン造船所 |
| 起工                   | 1937年5月31日ハンザ ライン商船「ゴルデンフェルス(Goldenfels)」として起工。                                                                                                |
| 進水                   | 1939年12月19日軍艦16号（Schiff 16）として海軍が購入し、進水。 |
| 就役                   | 1939年に仮装巡洋艦「アトランティス」として就役。 |
| 退役                   | |
| その後                 | 1941年11月22日撃沈 |
| 除籍                   | |
| 性能諸元               | |
| 排水量                 | 常備：7,862トン |
| 全長                   | 155.0 m |
| 全幅                   | 18.6 m |
| 吃水                   | 8.7 m |
| 機関                   | MAN式2サイクル6気筒ディーゼル機関2基1軸推進 |
| 最大 出力              | 7,600hp |
| 航続 距離              | 10ノット/60,000海里（重油：3,500トン） |
| 最大 速力              | 17.5ノット |
| 乗員                   | 430名 |
| 兵装                   | 15cm（45口径）単装砲6基 シュナイダー 7.5cm（35口径）単装砲1基 SK C/30 3.7ｃm（83口径）連装機関砲2基 C/30 2ｃm（65口径）単装機関銃4基 53.3 cm連装魚雷発射管2基4門 機雷92個 |
| 装甲                   | なし |
| 航空 兵装              | 水上偵察機（ハインケル He 114B）2機 |

アトランティスは第二次世界大戦時のドイツ海軍の仮装巡洋艦。商船「ゴルデンフェルス(Goldenfels)」を14週間で改装して1939年12月19日に竣工、就役した。
ドイツ海軍は、アトランティスを軍艦16号（Schiff 16）と呼び、イギリス海軍は同船を「Raider-C」（襲撃艦 C）と名づけて警戒していた。アトランティスAtlantisはベルンハルト・ロッゲ艦長指揮下にソ連や日本など中立国の国旗を掲げ、無警戒の敵国の商船を襲撃した。

## 艦歴
「アトランティス」の前身は1937年に建造されたハンザ・ラインの7862トン（7860トン）の貨物船「Goldenfels」で、ドイツ・シアトル間の航路に就航していた。同船は似た船影の船が26隻もあることから仮装巡洋艦用として選定された。
「Goldenfels」は14週間かけて仮装巡洋艦へと改造され、1939年12月19日に「アトランティス」として就役した。「アトランティス」には5.9インチ（または6インチ）砲6門、3インチ砲1門、3.7cm連装高角砲2基、2cm機関砲4門が搭載され、水線下には21インチ魚雷発射管が片舷2門ずつ装備され、また機雷92個を搭載した。飛行機はHe 114が搭載された。

### 大西洋での活動
出撃準備を終えた「アトランティス」はエルベ川北方のジュダーピープに投錨し、1940年3月31日に出港した。はじめはノルウェー船に偽装していたが、夜になるとソ連補助艦「キム (Kim)」への偽装へと変えた。「アトランティス」は北極圏まで北上し、それからデンマーク海峡を通過して大西洋へと出た。4月17日、「アトランティス」は南大西洋のケープタウン・フリーマントル間の航路へと向かうよう命じられた。南大西洋ではソ連艦への艤装は不適切であるため、今度は日本船「香椎丸」に偽装した。
5月2日（3日）、客船「シティ・オブ・エクゼター (City of Exeter)」と遭遇。ローゲは手を出さないことにした。「シティ・オブ・エクゼター」は「アトランティス」を不審な船として報告した。翌日、リバプール、ハリソン会社の貨物船「サイエンティスト (Scientist)」（6200、または6199トン）を発見。同船は停船しなかったため命中弾を与え、被弾炎上後停船。「サイエンティスト」は最終的に、設置された爆薬および砲撃と魚雷1本を以て沈められた。
5月10から11日の夜、「アトランティス」は南アフリカのアガラス岬沖に機雷92個を敷設した。しかし、この機雷による戦果はなかった。その後、日本船に偽装したドイツの通商破壊艦の存在を警告する電信を傍受したことから、偽装対象はオランダ船「アベカーク (Abbekerk)」へと変更された。

### インド洋での活動
オーストラリア・モーリシャス間の航路へ向かった「アトランティス」は6月10日にノルウェー貨物船「ティラナ (Tirrana)」（7230トン）を発見し、砲撃を行って降伏させた。同船は拿捕され、物資や燃料の「アトランティス」への移載後、会合地点へと送られた。
7月11日、エラーマン・ライン社の「シティ・オブ・バグダード (City of Bagdad)」（7506トン）を発見。同船は爆薬が仕掛けられて沈められた。7月13日、イギリス船「ケメンダイン (Kemmendine)」（7770トン）を発見。接近したのち砲撃を行い、被弾した「ケメンダイン」は降伏したものの、大砲を発射したた船員がいたため「アトランティス」側も砲撃を再開することとなった。この発砲は、船長の命令が破損したパイプからの蒸気の噴出音で聞こえなかったことによるものであった。結局、大きな損害を受けた「ケメンダイン」は魚雷2本を使って沈められた。
7月29日、「アトランティス」は「ティラナ」と合流。「ティラナ」に捕虜を乗せて本国へ送るため、必要な燃料の移送などが行われた。8月2日、その場にノルウェーのウイルヘルムセン・ライン社の「タリーランド (Talleyrand)」（6731トン、または6732トン）が現れ、砲戦の後「タリーランド」は停船。拿捕するか検討されたが、搭載燃料が少なかったことから爆薬によって沈められた。8月5日、捕虜を乗せた「ティラナ」は「アトランティス」と別れ大西洋へ向かった。「ティラナ」はフランスまでたどり着くも、護衛の掃海艇を待っていた時にイギリス潜水艦「ツナ」によって沈められた。
8月25日夜、モーリシャス・ロドリゲス間でリヤダン・スミス・ライン社の貨物船「キング・シティ (King City)」（4744トン）を発見。同船は故障のため停船し、その動きを不審に感じたローゲは奇襲攻撃することに決め、まず魚雷を発射したが外れた。続いて砲撃が行われ、「キング・シティ」は被弾炎上した。そこに至って、相手は普通の商船であると判明し、生存者の収容後、砲撃によって「キング・シティ」は沈められた。
9月9日、ユナイテッド・モラセス社のタンカー「アセールキング (Athelking)」（9557トン）を発見、砲撃。「アセールキング」を停船させるのに砲弾91発を消費し、同船は大損害を受けて炎上した。生存者収容後、砲撃によって沈められた。
9月10日、W・トムセン社ベンラインの貨物船「ベナーティ (Benarty)」（5800トン）を発見。まず、「アトランティス」は飛行機を発進させて攻撃。続いて「アトランティス」が停船を命じ、「ベナーティ」前方に砲撃を行うと10分後にようやく停船。しかし、攻撃を受けていると発信したため「アトランティス」は砲撃を行い、船倉に命中して火災が発生した。その後は拿捕隊が乗り込み、船内の捜索後、爆薬が設置されて沈められた。
9月19日、イギリスに徴発されたフランス貨客船「コミサール・ラメル (Commissaire Ramel)」（10061トン）を発見。「コミサール・ラメル」は停船には応じたものの、位置や攻撃を受けたことを発信したため多数の砲弾を撃ち込まれて炎上。生存者収容後、砲撃によって沈められた。
10月22日、ユーゴスラビアの貨物船「ダーミター (Durmitor)」（5623トン）を発見。「ダーミター」は停船命令に応じて停船したが、SOSを発信した。「ダーミター」はスペインから塩を日本へ運ぶ途中であり、本来は拿捕できないものであるが、停船命令を受けた際にSOSを発信したこと及び、スペインで塩を積む前にカーディフからオランへ石炭を運んでいたことを理由として拿捕した。その後、「ダーミター」は会合点へと送られた。10月26日に「アトランティス」は「ダーミター」と合流し、捕虜を乗せた「ダーミター」はソマリランドへと向かった。石炭の下に空洞があり、十分な燃料がないことが発覚するも「ダーミター」はどうにかソマリランドにたどり着いた。
11月8日夜、コロンボ・シンガポール間の航路でノルウェーのタンカー「テディ (Teddy)」（6750トン、または6748トン）を発見。イギリス仮装巡洋艦「アンテノール (Antenor)」を装い、拿捕隊が乗り込むまでだまし続けることに成功した。拿捕された「テディ」を会合地点に向かわされた。11月10日、発進させた飛行機がノルウェーのタンカー「オール・ヤコブ (Ole Jacob)」（8306トン）を発見。「テディ」の時と同じ手を使い、警戒はされたものの拿捕に成功した。この後、イギリスとオーストラリアの艦艇（巡洋艦「キャンベラ」、「ケープタウン」、「ダーバン」、仮装巡洋艦「Westralia」）による捜索が実施されたが、成果なく終わっている。「オール・ヤコブ」は航空燃料1万トンを積んでおり、「テディ」のいる場所の近くの地点へと向かわされた。翌日には今度はイギリス、ブルー・ファンネル・ラインの貨物船「オードメダン (Automedon)」（7528トン）を発見。「オードメダン」は無電を発し続けたため多数の命中弾を受けて船長などが死亡し、その結果破棄されなかった多数の機密文書がドイツ側の手に渡った。その後、「オードメダン」は沈められた。11月13日、「テディ」と合流し、使えるものを移載した後「テディ」を沈めた。11月14日、「オール・ヤコブ」と合流。「オードメダン」の文書も託された捕虜も乗せた「オール・ヤコブ」は日本へ向かった。ドイツ側は「オール・ヤコブ」の航空燃料と引き換えに仮装巡洋艦用の燃料や航空機を入手し、以後しばらくは「オール・ヤコブ」は仮装巡洋艦「オリオン」の補給船となった。
この頃、仮装巡洋艦「ピンギン」では増えた捕虜を拿捕していたタンカー「ストルシュタット (Storstad)」に乗せてヨーロッパへ送ろうとしており、同船からの給油の要求が認められた「アトランティス」は12月8日に「ピンギン」および「ストルシュタット」と合流した。

### ケルゲレン諸島から南太平洋へ
11月末ごろには「アトランティス」では真水が欠乏してきた。加えてエンジンのオーバーホールも必要であった。そこで、「アトランティス」はケルゲレン諸島へ向かうこととなった。12月14日、ケルゲレン諸島に到着。同地のガゼル湾で「アトランティス」は暗礁に乗り上げ、12月16日に何度かの試みの末に離礁に成功した。座礁による損傷の修理や水の補給、ノルウェー船「タメシス (Tamesis)」への偽装を終えた「アトランティス」は1941年1月10日にケルゲレン諸島を離れた。その間に作業中の転落事故が発生し死者1名が出た。
1月23日、「アトランティス」はブロックバンク社のイギリス貨物船「マンダソール (Mandasor)」（5144トン）とすれ違った。相手が水平線のかなたに消えたところで「アトランティス」反転。ローゲは夜間に拿捕を試みようとしたものの、相手を見失って失敗。そこで朝になって飛行機を飛ばし、相手を発見。飛行機による攻撃でSOSを発進させないように試みたが、結局「マンダソール」は「アトランティス」が接近して命中弾を与えるまで無電を発し続けた。その後、「マンダソール」は爆薬によって沈められた。また、飛行機は着水後に転覆し、失われた。「マンダソール」からの信号を受けて巡洋艦「シドニー」、「キャンベラ」、「リアンダー」、「コロンボ」による捜索が実施されている。
「アトランティス」はペルシャ湾方面へ向かい、1月31日バンクスラインのイギリス貨物船「スペイバンク (Speybank)」（5144トン、または5154トン）を発見。「スペイバンク」は停船し、無傷で拿捕された。「スペイバンク」はマンガン鉱石、チタン鉱石など貴重な物資を積んでいた。拿捕後、「スペイバンク」は会合場所へ向かわされた。
2月1日、客船「Troilus」と遭遇。相手を捕捉できず、また通報されたため「アトランティス」はその場から全速で逃れた。この時、近くには空母「フォーミダブル」や巡洋艦「ホーキンス」がいた。
2月2日（または1日）、ノルウェーのタンカー「ケティ・ボルビク (Ketty Brovig)」（7031トン）を拿捕。「ケティ・ボルビク」は非武装で抵抗もなく無電も発しなかった。「ケティ・ボルビク」は砲撃で損傷した蒸気管の修理後、会合場所へ向かわされた。
この後、「アトランティス」はドイツの補給船「タンネンフェルス (Tannnenfels)」およびイタリア潜水艦「ペルラ」との会合を命じられた。2月8日、「スペイバンク」と合流し、物資の移送を行った。2月10日、「タンネンフェルス」と合流。同船には「ダーミター」に乗り組んでいた者たちが乗っていた。翌日には「ケティ・ボルビク」も合流。各船間で人の移動や物のやり取りが行われた。2月14日、「アドミラル・シェーア (装甲艦)」が合流。「アドミラル・シェーア」には「ケティ・ボルビク」から給油が行われた。また、捕虜を乗せた「タンネンフェルス」はフランスへ向かい、無事に到着している。
「アドミラル・シェーア」と別れた後は「スペイバンク」も使って敵船を捜索したが、発見したのが日本船であったりで戦果はなかった。その後、「アドミラル・シェーア」が拿捕した船である「ブリティッシュ・アドボケイト (British Advocate)」と合流し、同船は補給後フランスへ向かわされた。また、3月21日には「スペイバンク」と合流し、同船もヨーロッパへ向かい、無事にボルドーに到着した。続いてイタリア潜水艦「ペルラ」と合流し、燃料や食料などを補給した。
4月、「アトランティス」は南大西洋へ向かった。生鮮食料品の補給を受けることになっていたロイド社の「ドレスデン」と合流したが、別の船向けだとして「アトランティス」は受け取れなかった。4月17日、「アトランティス」はエジプトの貨客船「ザムザム (ZimzamまたはZamzam)」を沈めた。この船には多数のアメリカ人が乗っており、ローゲは「ルシタニア」撃沈の時のようにならないように努めた。「ザムザム」の乗客はその後「ドレスデン」に移され、同船は無事にフランスに着いた。
「アトランティス」は補給船「アルスターウーファー」から飛行機を含む補給品を受け取り、またオランダ船「ブラスタギ」への偽装を行った。5月4日、「アトランティス」支援のため派遣された船「バビトンガ」と会合。5月14日、ケープタウン・フリータウン間の航路でイギリス船「ラバウル (Rabaul)」（5618トン）を発見。逃走しようとしたため砲撃し沈めた。5月17日から18日の夜にはイギリス戦艦「ネルソン」、空母「イーグル」と遭遇した。また、数日後にはギリシャ船「マスター・エリアス・クルクンディス」を臨検した。
5月24日、グレン社のイギリス貨物船「トラファルガー (Trafalgar)」（4530トン）を発見。「アトランティス」の砲撃で炎上し、魚雷で沈めようとしたが不具合のせいか2発外れ、3発目で沈めることができた。6月17日、イギリス船「トテンハム (Tottenham)」（4640トン）を撃沈。6月22日イギリス船「バルザック (Balzac)」（5372トン）を沈めた。「バルザック」が停止するまでに「アトランティス」は192発を発射したが、命中は4発であった。
7月、仮装巡洋艦「オリオン」と会合し、「オリオン」への燃料補給を行った。

### 東へ
「アトランティス」はインド洋を経て太平洋へ向かうよう命じられ、オーストラリアの南を通って太平洋へと入った。9月10日、ケルマディック諸島東方でシューデイ・アンド・アイツェン社のノルウェー貨物船「シルバプラナ (Silvaplana)」（4793トン）を拿捕。「シルバプラナ」は停船命令に従い、攻撃は行われなかった。「アトランティス」はツバイ島で「シルバプラナ」からバラスト用の生ゴムを移載し、その後「シルバプラナ」を会合場所へ向かわせた。続いて補給船「ミュンスターランド (Munsterland)」および仮装巡洋艦「コメート」と合流し、補給を受けた。また、「シルバプラナ」はフランスへ向かわされた。
12月29日にホーン岬をまわり、それから潜水艦U68に対する燃料補給を行った。続いて潜水艦U126との会合地点へ向かった。

### 沈没
11月21日、「U126」と会合する。「U126」への給油中、出現したイギリス重巡洋艦デヴォンシャー (HMS Devonshire, 39) からの攻撃を受け、「アトランティス」は自沈。沈没位置は南緯4度20分、西経18度35分。7名が行方不明となった。

### 乗員の帰還
イギリス重巡洋艦が去った後、生存者の乗ったボート群を「U126」が曳航し、その後生存者は補給船「ピトン」に収容された。その「ピトン」も潜水艦「UA」や「U68」への補給中にイギリス重巡洋艦「ドーセットシャー」の砲撃で沈められたが、生存者はボートに乗って曳航されたり潜水艦に収容されてヨーロッパへ帰還することができた。